# Moses Kipkosgei Kigen
Moses Kipkosgei Kigen (district Keiyo, 10 januari 1983) is een Keniaans atleet die gespecialiseerd is in de halve marathon. Niet te verwarren met zijn in 1973 geboren landgenoot Moses Kigen.
Hij won diverse wegwedstrijden, zoals de Luzerner Stadtlauf (2005), Würzburger Residenzlauf (2003, 2004), Tübinger Stadtlauf (2006).
In Nederland geniet hij bekendheid vanwege het tweemaal winnen van de City-Pier-City Loop. In 2005 won hij in 1:01.45. Een jaar later werd de wedstrijd gemaakt door Solomon Bushendich en waarbij hij nauwelijks kopwerk verrichtte. In de slotfase liep Kigen zijn jongere landgenoot toch voorbij en finishte in 1:01.17.
In 2007 liep hij een snelle tijd op de 20 km door de Safaricom Baringo te winnen in 56.14. In een karakteristieke eindsprint versloeg hij Stephen Kemboi.
In 2009 stapte hij over op het lopen van marathons. Hij won dat jaar gelijk de marathon van Phoenix in 2:10.36. Een jaar later werd hij achtste op de Boston Marathon en derde op de New York City Marathon. Met zijn derde plek in New York won hij $ 50.000 aan prijzengeld. Zijn persoonlijk record op de marathon van 2:07.45 liep hij in 2012 bij de marathon van Dubai.

## Persoonlijke records
| Onderdeel           | Prestatie | Datum             | Plaats    |
| ------------------- | --------- | ----------------- | --------- |
| 3000 m              | 7.57,22   | 4 september 2005  | Tomblaine |
| 5000 m              | 13.07,47  | 18 augustus 2006  | Zürich    |
| 10 km               | 27.30     | 1 april 2007      | Berlijn   |
| 15 km               | 42.56     | 21 maart 2010     | New York  |
| 20 km               | 57.48     | 21 maart 2010     | New York  |
| halve marathon      | 1:00.38   | 21 maart 2010     | New York  |
| marathon            | 2:07.45   | 27 januari 2012   | Dubai     |
| 3000 m steeplechase | 8.49,0    | 22 september 2000 | Nairobi   |

## Palmares

### 5 km
- 2005:  Kaiserlautern City Lauf - 14.08,6

### 10 km
- 2003:  Paderborner Osterlauf - 28.18
- 2003:  Wurzburger Residenzlauf - 27.48
- 2003:  Kasseler Citylauf - 29.17
- 2003:  Sommernachtslauf in Neuss - 28.43
- 2003:  Düsseldorf - 28.22
- 2003:  Paderborner Osterlauf - 28.18
- 2003:  Würzburger Residenzlauf - 27.48
- 2003:  Basler Stadtlauf - 28.26,5
- 2004:  Paderborner Osterlauf - 28.26
- 2004:  Gualtieri - 28.28
- 2004:  Würzburger Residenzlauf - 28.24
- 2004:  Düsseldorf - 29.18
- 2004:  Wareng Road Race - 27.54
- 2005:  Düsseldorf - 28.46
- 2005:  Würzburger Residenzlau - 28.22
- 2005:  Korschenbroicher City-Lauf - 28.36
- 2005:  Paderborner Osterlauf - 28.33
- 2006:  Korschenbroicher City-Lauf -28.45
- 2006: 6e Würzburger Residenzlauf - 28.24
- 2006:  Düsseldorf - 29.41
- 2007:  Paderborner Osterlauf - 28.02
- 2007:  Della Pasquetta in Gualtieri - 29.32
- 2007:  Korschenbroicher City-Lau - 29.19,3
- 2007:  Internationaler Neusser Sommernachtslauf in Neuss - 28.50
- 2007:  Safaricom Rediscover Nandi in Kapsabet - 26.19
- 2008:  New Orleans - 27.44
- 2008:  Mobile - 28.15
- 2008:  Charleston - 28.49,8
- 2008: 12e Toa Baja  - 29.59

### 20 km
- 2007:  Safaricom Baringo - 56.14

### halve marathon
- 2004:  Route du Vin - 1:01.38
- 2005:  City-Pier-City Loop - 1:01.45
- 2005:  halve marathon van Berlijn - 1:01.39
- 2005:  Route du Vin - 1:02.38
- 2005: 5e halve marathon van New Delhi - 1:03.40
- 2006:  City-Pier-City Loop - 1:01.17
- 2006:  Paderborner Osterlauf - 1:01.30
- 2007: 5e halve marathon van Berlijn - 1:00.39
- 2007:  halve marathon van Nairobi - 1:05.58
- 2008: 6e halve marathon van Coban - 1:06.59
- 2008:  halve marathon van San Jose - 1:01.58
- 2010:  halve marathon van New York - 1:00.38
- 2011: 7e halve marathon van New York - 1:01.18,8
- 2011:  halve marathon van Potomac - 1:02.37
- 2014: 13e halve marathon van Lissabon - 1:03.34

### marathon
- 2009:  marathon van Tempe - 2:10.36
- 2009:  marathon van Nairobi - 2:10.12
- 2010: 8e Boston Marathon - 2:12.04
- 2010:  New York City Marathon - 2:10.39
- 2012: 12e marathon van Dubai - 2:07.45
- 2012: 10e marathon van Ottawa - 2:18.35,7
- 2012:  marathon van Nairobi - 2:11.05
- 2014: 6e marathon van Münster - 2:14.21